# ハリス-ベネディクトの式
ハリス-ベネディクトの式（Harris-Benedict Equation、HBE）とは基礎エネルギー消費量(BEE)を算出するために用いられる数式である。この数式は、1919年にジェームズ・アーサー・ハリスとフランシス・ガノ・ベネディクトにより発表された。1984年の改訂で精度が向上した。全体として過大評価の傾向にある（特に全年齢階級の女性と20～40歳の男性で著しい）と報告されている。

## 計算式
一日の消費エネルギー量は人それぞれ異なり、性別や体重、年齢などの因子により左右される。HBEは安静状態の健常人が必要とするエネルギー量(kcal/day)を計算するために用いられる数式であり、以下の式で表される。
- 男性

{\displaystyle {\mbox{BEE}}=66.4730+13.7516{\mbox{w}}+5.0033{\mbox{h}}-6.7550{\mbox{a}}}
- 女性

{\displaystyle {\mbox{BEE}}=655.0955+9.5634{\mbox{w}}+1.8496{\mbox{h}}-4.6756{\mbox{a}}}
(w:体重(kg),h:身長(cm),a:年齢(歳))
HBEはやや煩雑な式であるため、日本人のBEEを算出するために作られた簡易式が存在する。
- 男性

{\displaystyle {\mbox{BEE}}=14.1{\mbox{w}}+620}
- 女性

{\displaystyle {\mbox{BEE}}=10.8{\mbox{w}}+620}

## 必要エネルギー量算出の実際
BEEは生存に最低限必要なエネルギー量であり、実際に必要とするエネルギーを算出するためには活動係数やストレス係数(侵襲因子)と呼ばれる値を乗じて算出する必要がある。また、HBEはもともと欧米人を対象として作られた計算式であるため、これを日本人に当てはめた場合には実際の値よりもやや高めに算出される可能性がある。